# Tricolor (音楽ユニット)
tricolor（トリコロール）は、アイルランド音楽、ケルト音楽を中心とした日本の音楽ユニット。2014年放送のテレビドラマ『マッサン』の劇伴を作曲した富貴晴美と共に演奏したことでも知られる。

## 概要
2009年に結成。全国のさまざまな場所でライブを行っている。
2016年5月までにオリジナルアルバムを5作発表している。
2014年には、富貴晴美（ピアノ、キーボード）、野口明生（イリアン・パイプス、ティン・ホイッスル）を加えたメンバーでNHK連続テレビ小説『マッサン』の劇伴を演奏。ヤマハミュージックコミュニケーションズよりCD『連続テレビ小説「マッサン」オリジナル・サウンドトラック』、『連続テレビ小説「マッサン」オリジナル・サウンドトラック2 -北海道・余市編-』が発売されている。
2015年4月には5作目のアルバム『うたう日々』が発売され、同年5月6日はタワーレコード渋谷店にて発売記念のイベントが開催された。

## メンバー
長尾晃司
アコースティック・ギター、バンジョー
中藤有花
フィドル、コンサーティーナ
中村大史
アコーディオン、ブズーキ

## ディスコグラフィ
1. 『Vol.1』 - 2009年12月26日
2. 『B&B』 - 2011年3月6日、発売元:Tokyo Irish Company、販売元:メタ カンパニー
3. 『Good morning, Liffey』 - 2013年4月21日、発売元:Tokyo Irish Company、販売元:メタ カンパニー
4. 『旅にまつわる物語』  - 2015年3月15日、発売元:Tokyo Irish Company、販売元:メタ カンパニー
CDジャーナル2015年5月号の「今月の推薦盤」で取り上げられ「アイリッシュの日本窓口として最良の作品」と評されている。
5. 『うたう日々』 - 2016年4月20日、発売元:Pヴァイン・レコード
ヴォーカル・アルバム。中川理沙（ザ・なつやすみバンド）、森ゆに、優河をゲスト・ヴォーカルとして迎えている[5]。
6. 『tricolor BIGBAND』 - 2018年5月16日、発売元:Pヴァイン・レコード
総勢13名による演奏[6]

- 『連続テレビ小説「マッサン」オリジナル・サウンドトラック』 - 2014年12月10日、ヤマハミュージックコミュニケーションズ
収録楽曲中、6曲の演奏に参加
- 『連続テレビ小説「マッサン」オリジナル・サウンドトラック2 -北海道・余市編-』- 2015年2月18日、ヤマハミュージックコミュニケーションズ
収録楽曲中、4曲の演奏に参加
- 『NHK大河ドラマ「西郷どん」オリジナル・サウンドトラックI』 - 2018年2月21日発売、avex CLASSICS
収録楽曲中、4曲の演奏に参加